# Maron Kulon
Maron Kulon is een bestuurslaag in het regentschap Probolinggo van de provincie Oost-Java, Indonesië. Maron Kulon telt 2587 inwoners (volkstelling 2010).